# IBM 386SLC
A 386SLC a 386SX processzor egy licenc alapján gyártott változata, 32 bites belső, 16 bites külső busza, 24 bites memóriacímzése van, az IBM fejlesztette ki és gyártotta 1991-ben. Energiavezérlési képességekkel rendelkezik, 8 KiB belső gyorsítótárat tartalmaz, amely lehetővé tette, hogy a 386DX processzorokéhoz hasonló teljesítményt érjen el azonos órajelen, jelentősen olcsóbban, mint az Intel processzorai. A jelölés kezdőbetűi alapján az IBM berkeiben tréfásan "Super Little Chip"-re keresztelt csip az IBM PS/2 35, 40, 56 sorozatokba került beépítésre és az olcsóbb IBM PS/ValuePoint személyi számítógépben alkalmazták, de nem szerzett nagy piaci részesedést. Ennek oka leginkább az Intellel kötött megállapodás volt, amely szerint az IBM nem árulhatta ezeket a CPU-kat önmagukban, hanem csak valamilyen rendszer vagy bővítőkártya részeként. Opcionális bővítésként is árulták a 8086 processzoros IBM PS/2 25 sorozat számítógépeihez.

## Design és technológia
Az IBM 386SLC csip komplementer fémoxid félvezető (CMOS) technológiával készült, lapkafelülete 161 mm². 16, 20 és 25 MHz-es órajelű változatokban készült. A 25 MHz-es modell mindössze 2,5 watt disszipációs hőt termelt, ami alkalmassá tette a laptopokban és egyéb hordozható eszközökben történő felhasználásra.
Annak ellenére, hogy az SLC és DLC csipek sínje kompatibilis rendre az i386SX és i386DX csipek sínjével, nem használhatók ezen processzorok azonnali cseréjeként, mivel a csipek nem lábkompatibilisek.

## IBM 486SLC
Ez a csip az IBM 386SLC javított változata. Intel magon alapul. Az IBM 486SLC 16 KiB L1 gyorsítótárat tartalmaz és az i486 utasításkészletét hajtja végre / implementálja. 69 mm² felületű lapkáján 1,349 millió tranzisztor található. 1992-ben kezdték gyártani. 100 tűs PQFP tokozásban jelent meg, 33 MHz FSB sebességgel. A 486SLC-nek létezett órajelduplázóval készült verziója is, ez volt a 486SLC2 (50 és 66 MHz), és később megjelent a háromszoros órajelű 486SLC3 (60, 75, 100 MHz belső órajelekkel).
Azonos órajelű egységeket összehasonlítva ez a csip jóval gyorsabb volt, mint a hasonló elnevezésű Cyrix csip, a Cyrix Cx486SLC, teljesítménye közel ugyanakkora volt, mint az azonos órajelű 486SX-nek, a korabeli 16 bites alkalmazásokat futtatva. Keskeny 16 bites busza, a címezhető memória méretének 16 MiB-ra korlátozása és a csipre integrált FPU hiánya nagy hátránynak bizonyult a következő években népszerű és terjedő 32 bites operációs rendszerek új generációiban, például a Windows 95-ben.
Felmerült a gyanú, hogy a háromszoros órajelű 486SLC3 valójában nem létezik, mint önálló termék. Az összes ismert 486SLC3 CPU példány állítólag 132 tűs PQFP tokozásban található, amelyekben a számon felüli címvonalak nincsenek bekötve, és ez a felállás megfelel egy 16 bites üzemmódban futó 486BL3-nak.

## IBM 486DLC (Blue Lightning)

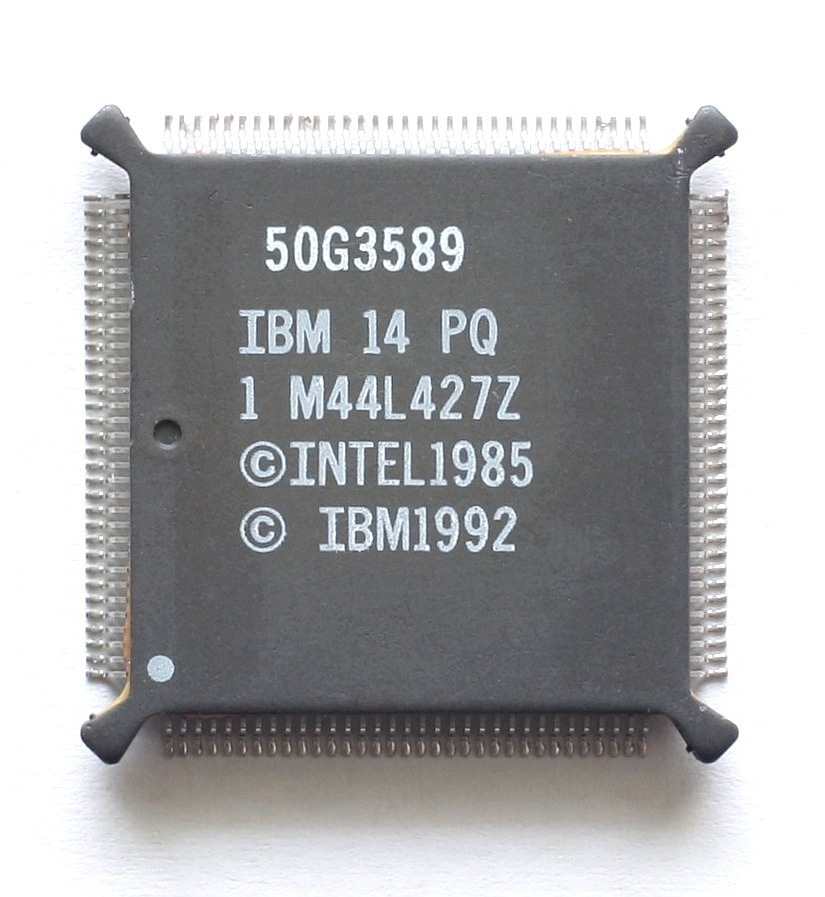
IBM 486DLC2

A 486DLC a 486SLC processzor teljesen 32 bites verziója, 1,4 millió tranzisztorral 82 mm² felületű lapkán és 0,8 µm-es CMOS folyamattal gyártva. 132 tűs QFP tokozásban készült. 1993 júliusában az IBM elkészítette a duplázott és a háromszoros órajelű verzióit is, ezek a 486DLC2 (486BLX2) és 486DLC3 (486BLX3) jelölést kapták. A csipek 50-től 100 MHz-ig terjedő órajelekkel készültek, és csak az IBM forgalmazta azokat.
Az IBM később piacra dobta a Socket 3 foglaltba illeszthető 168 tűs PGA tokozású Blue Lightning (Kék Villám) 486 CPU-kat, de ezek technikailag nincsenek összefüggésben a korábbi Blue Lightning modellekkel, mivel azok a Cyrix Cx486 CPU magon alapulnak.

## Fordítás
Ez a szócikk részben vagy egészben  az   IBM 386SLC című angol Wikipédia-szócikk ezen változatának fordításán alapul.  Az eredeti cikk szerkesztőit annak laptörténete sorolja fel. Ez a jelzés csupán a megfogalmazás eredetét és a szerzői jogokat jelzi, nem szolgál a cikkben szereplő információk forrásmegjelöléseként.